# Grote Prijs Adrie van der Poel
Il Grote Prijs Adrie van der Poel è una corsa in linea di ciclocross maschile e femminile che si svolge ogni anno a Hoogerheide (comune di Woensdrecht), nei Paesi Bassi. Organizzato per la prima volta nel 2000, dal 2003, eccetto l'edizione 2004, fa parte del calendario di coppa del mondo. Nel 2009 e nel 2014 non si corse a causa dei campionati del mondo, svoltisi nello stesso periodo proprio a Hoogerheide.

## Albo d'oro

### Uomini Elite
Aggiornato all'edizione 2022.
| Anno | Vincitore                                    | Secondo                                      | Terzo                                        |
| ---- | -------------------------------------------- | -------------------------------------------- | -------------------------------------------- |
| 2000 | Richard Groenendaal                          | Sven Nys                                     | Adrie van der Poel                           |
| 2001 | Richard Groenendaal                          | Gerben de Knegt                              | Sven Nys                                     |
| 2002 | Erwin Vervecken                              | Mario De Clercq                              | Peter Van Santvliet                          |
| 2003 | Sven Nys                                     | Bart Wellens                                 | Ben Berden                                   |
| 2004 | Mario De Clercq                              | Tom Vannoppen                                | Arne Daelmans                                |
| 2005 | Sven Nys                                     | Davy Commeyne                                | Sven Vanthourenhout                          |
| 2006 | Erwin Vervecken                              | John Gadret                                  | Enrico Franzoi                               |
| 2007 | Sven Nys                                     | Petr Dlask                                   | Erwin Vervecken                              |
| 2008 | Lars Boom                                    | Bart Wellens                                 | Erwin Vervecken                              |
| 2009 | non disputato                                | non disputato                                | non disputato                                |
| 2010 | Niels Albert                                 | Zdeněk Štybar                                | Kevin Pauwels                                |
| 2011 | Niels Albert                                 | Kevin Pauwels                                | Sven Nys                                     |
| 2012 | Kevin Pauwels                                | Zdeněk Štybar                                | Klaas Vantornout                             |
| 2013 | Martin Bína                                  | Lars van der Haar                            | Simon Zahner                                 |
| 2014 | non disputato                                | non disputato                                | non disputato                                |
| 2015 | Mathieu van der Poel                         | Wout Van Aert                                | Gianni Vermeersch                            |
| 2016 | Mathieu van der Poel                         | Wout Van Aert                                | Kevin Pauwels                                |
| 2017 | Lars van der Haar                            | Tom Meeusen                                  | Corné van Kessel                             |
| 2018 | Mathieu van der Poel                         | Wout Van Aert                                | Michael Vanthourenhout                       |
| 2019 | Mathieu van der Poel                         | Toon Aerts                                   | Wout Van Aert                                |
| 2020 | Mathieu van der Poel                         | Toon Aerts                                   | Eli Iserbyt                                  |
| 2021 | annullato a causa della pandemia di COVID-19 | annullato a causa della pandemia di COVID-19 | annullato a causa della pandemia di COVID-19 |
| 2022 | Eli Iserbyt                                  | Lars van der Haar                            | Thomas Pidcock                               |

### Donne Elite
Aggiornato all'edizione 2022.
| Anno | Vincitrice                                   | Seconda                                      | Terza                                        |
| ---- | -------------------------------------------- | -------------------------------------------- | -------------------------------------------- |
| 2002 | Daphny van den Brand                         | Hilde Quintens                               | Corine Dorland                               |
| 2003 | Daphny van den Brand                         | Corine Dorland                               | Anja Nobus                                   |
| 2004 | Reza Hormes-Ravenstijn                       | Marianne Vos                                 | Daphny van den Brand                         |
| 2005 | Mirjam Melchers                              | Daphny van den Brand                         | Hanka Kupfernagel                            |
| 2006 | Daphny van den Brand                         | Hanka Kupfernagel                            | Mirjam Melchers                              |
| 2007 | Hanka Kupfernagel                            | Marianne Vos                                 | Helen Wyman                                  |
| 2008 | Hanka Kupfernagel                            | Maryline Salvetat                            | Helen Wyman                                  |
| 2009 | non disputato                                | non disputato                                | non disputato                                |
| 2010 | Marianne Vos                                 | Sanne van Paassen                            | Daphny van den Brand                         |
| 2011 | Katherine Compton                            | Hanka Kupfernagel                            | Marianne Vos                                 |
| 2012 | Marianne Vos                                 | Daphny van den Brand                         | Kateřina Nash                                |
| 2013 | Marianne Vos                                 | Sanne van Paassen                            | Christel Ferrier-Bruneau                     |
| 2014 | non disputato                                | non disputato                                | non disputato                                |
| 2015 | Eva Lechner                                  | Kateřina Nash                                | Pauline Ferrand-Prévot                       |
| 2016 | Sophie de Boer                               | Thalita de Jong                              | Nikki Harris                                 |
| 2017 | Marianne Vos                                 | Lucinda Brand                                | Annemarie Worst                              |
| 2018 | Sanne Cant                                   | Eva Lechner                                  | Evie Richards                                |
| 2019 | Lucinda Brand                                | Katherine Compton                            | Marianne Vos                                 |
| 2020 | Lucinda Brand                                | Annemarie Worst                              | Sanne Cant                                   |
| 2021 | annullato a causa della pandemia di COVID-19 | annullato a causa della pandemia di COVID-19 | annullato a causa della pandemia di COVID-19 |
| 2022 | Marianne Vos                                 | Lucinda Brand                                | Puck Pieterse                                |

### Uomini Under-23
Aggiornato all'edizione 2020.
| Anno | Vincitore                                    | Secondo                                      | Terzo                                        |
| ---- | -------------------------------------------- | -------------------------------------------- | -------------------------------------------- |
| 2009 | non disputato                                | non disputato                                | non disputato                                |
| 2010 | Kacper Szczepaniak                           | Tom Meeusen                                  | Arnaud Jouffroy                              |
| 2011 | Matthieu Boulo                               | Joeri Adams                                  | Lars van der Haar                            |
| 2012 | Lars van der Haar                            | Julian Alaphilippe                           | Michiel van der Heijden                      |
| 2013 | Wietse Bosmans                               | Gianni Vermeersch                            | Julian Alaphilippe                           |
| 2014 | non disputato                                | non disputato                                | non disputato                                |
| 2015 | Laurens Sweeck                               | Michael Vanthourenhout                       | Fabien Doubey                                |
| 2016 | Quinten Hermans                              | Eli Iserbyt                                  | Clément Russo                                |
| 2017 | Joris Nieuwenhuis                            | Clément Russo                                | Thijs Aerts                                  |
| 2018 | Eli Iserbyt                                  | Thomas Pidcock                               | Joris Nieuwenhuis                            |
| 2019 | Eli Iserbyt                                  | Antoine Benoist                              | Ben Turner                                   |
| 2020 | Ryan Kamp                                    | Antoine Benoist                              | Niels Vandeputte                             |
| 2021 | annullato a causa della pandemia di COVID-19 | annullato a causa della pandemia di COVID-19 | annullato a causa della pandemia di COVID-19 |
| 2022 | annullato a causa della pandemia di COVID-19 | annullato a causa della pandemia di COVID-19 | annullato a causa della pandemia di COVID-19 |

### Uomini Juniors
Aggiornato all'edizione 2020.
| Anno | Vincitore                                    | Secondo                                      | Terzo                                        |
| ---- | -------------------------------------------- | -------------------------------------------- | -------------------------------------------- |
| 2009 | non disputato                                | non disputato                                | non disputato                                |
| 2010 | David van der Poel                           | Danny van Poppel                             | Julian Alaphilippe                           |
| 2011 | Laurens Sweeck                               | Kévin Bouvard                                | Fabien Doubey                                |
| 2012 | Mathieu van der Poel                         | Anthony Turgis                               | Quentin Jauregui                             |
| 2013 | Mathieu van der Poel                         | Martijn Budding                              | Gioele Bertolini                             |
| 2014 | non disputato                                | non disputato                                | non disputato                                |
| 2015 | Eli Iserbyt                                  | Roel van der Stegen                          | Gage Hecht                                   |
| 2016 | Jens Dekker                                  | Thomas Pidcock                               | Thijs Wolsink                                |
| 2017 | Thomas Pidcock                               | Ben Turner                                   | Timo Kielich                                 |
| 2018 | Niels Vandeputte                             | Jarno Bellens                                | Mees Hendrikx                                |
| 2019 | Witse Meeussen                               | Carlos Canal                                 | Lennert Belmans                              |
| 2020 | Dario Lillo                                  | Lennert Belmans                              | Thibau Nys                                   |
| 2021 | annullato a causa della pandemia di COVID-19 | annullato a causa della pandemia di COVID-19 | annullato a causa della pandemia di COVID-19 |
| 2022 | annullato a causa della pandemia di COVID-19 | annullato a causa della pandemia di COVID-19 | annullato a causa della pandemia di COVID-19 |